# کومندا
کومندا یکی از گونه‌های نخستین (انواع اولیه) شرکت‌ها است که در ایتالیای قرون وسطا روایی داشته. این نوع شرکت تنها برای انجام یک مأموریت و میان دو طرف ایجاد می‌گردیده. یکی از دوطرف (سرمایه‌گذار) در ونیز می‌مانده و دیگری (کارآفرین) با سرمایهٔ شرکت به سفر تجاری رفته و برای شرکت ارزش افزوده ایجاد می‌کند.
در نوعی از کومندا که یک طرفه بودند سرمایه‌گذار تا ۷۵ درصد از سود را برمی‌داشت. مطالعه اسناد رسمی نشان می‌دهد که کومندا عامل ترقی اجتماعی افراد بوده.
براساس تحقیقات جاریوس باناجی (انگلیسی: Jairus Banaji) عقود اسلامی(احکام اسلام) مانند مضاربه و جعاله (یا Qirad) در اقتصاد اسلامی هستند که در سالهای نخستین اسلام روایی داشته‌اند بسیار شبیه به کومندا هستند. به نظر می‌رسد شرکت‌های تجاری محمد پیامبر اسلام نمونه‌هایی از کومندا هستند.